# カラ・エレハルデ
カラ・エレハルデ（Karra Elejalde, 1960年10月10日 - ）は、スペイン・ビトリア＝ガステイス出身の舞台俳優・映画俳優・映画監督・脚本家。本名はカルロス・エレハルデ・ガライア(Carlos Elejalde Garaia)。

## 経歴
1960年にアラバ県ビトリア＝ガステイスに生まれた。職業訓練期間中に、ビトリア＝ガステイスのモリヌエボで演劇の講座を取って演技を学んだ。スペインの他地方から独立しているバスクの演劇界で、サマニエゴ座、ラ・ファランドゥーラ、クラカトラック、トゥティピ＝トゥタパ劇場などの劇団に所属し、『Etc, Etc...』（1988年）、『La Kabra tira al monte』（1997年）、『La Kabra y Miss Yoe's』（2006年）の一人芝居3部作では、それぞれ異なる型式で傑出した演技を見せた。1995年にはバスク俳優協会賞の名誉賞を受賞した。
1987年、『A los cuatro vientos』で長編映画界にデビューした。1990年代には若手バスク人映画監督の作品に多く出演しており、フアンマ・バホ・ウジョア監督の『Alas de mariposa』（蝶の羽根, 1991年）や『La madre muerta』（死んだ母, 1993年）や『Airbag』（エアバッグ, 1997年）、フリオ・メデム監督の『Vacas』（バカス, 1992年）や『La ardilla roja』（赤いリス, 1993年）や『Tierra』（ティエラ, 1996年）、アレックス・デ・ラ・イグレシア監督の『ハイル・ミュタンテ!/電撃XX作戦』（1992年）、イマノル・ウリベ監督の『時間切れの愛』（1994年）などに出演している。主に俳優として活動しているが、1999年の『Año mariano』ではフェルナンド・ギリェン・クエルボと共同で監督を務め、2004年の『Torapia』では単独で監督を務めた。また、脚本家としても活動している。
女優でもあるイシアル・ボジャイン（イシャー・ボライン）が監督したドラマ映画『ザ・ウォーター・ウォー』（2010年）では、劇中劇でアメリカ大陸を発見したクリストファー・コロンブス（クリストバル・コロン）を演じ、ゴヤ賞の助演男優賞を受賞した。エミリオ・マルティネス＝ラサロ監督のコメディ映画『オチョ・アペリードス・バスコス』（2014年）では、アンダルシア嫌いの典型的なバスク人頑固親父を演じ、ゴヤ賞で再び助演男優賞を受賞した。

## 人物
エレハルデは女優のシルビア・ベルと結婚していたことがあり、彼女との間にひとりの娘がいる。

## フィルモグラフィー

### 出演作品（映画）
- A los cuatro vientos ホセ・アントニオ・ソリーリャ監督（1987年）
- Sauna アンドレウ・マルティン監督（1990年）
- Alas de mariposa フアンマ・バホ・ウジョア監督（1991年）
- Vacas フリオ・メデム監督（1992年）
- ハイル・ミュタンテ!/電撃XX作戦Acción mutante アレックス・デ・ラ・イグレシア監督（1992年）
- La madre muerta フアンマ・バホ・ウジョア監督（1993年）
- La ardilla roja フリオ・メデム監督（1993年）
- キカKika ペドロ・アルモドバル監督（1993年）
- Enciende mi pasión ホセ・ミゲル・ガンガ監督（1994年）
- 時間切れの愛Días contados イマノル・ウリベ監督（1994年）
- La leyenda de un hombre malo ミリアム・バリェステロス監督（1994年）
- Tatiana, la muñeca rusa サンティアゴ・サン・ミゲル監督（1995年）
- Salto al vacío ダニエル・カルパルソロ監督（1995年）
- Entre rojas アスセナ・ロドリゲス監督（1995年）
- Tierra フリオ・メデム監督（1996年）
- El dedo en la llaga アルベルト・レッチ監督（1996年）
- Corsarios del chip ラファエル・アルカサル監督（1996年）
- Best Seller: El premio カルロス・ペレス・フェレー監督（1996年）
- Adán y Eva ジョアキン・レイトン監督（1996年）
- La pistola de mi hermano ライ・ロリガ監督（1997年）
- Airbag フアンマ・バホ・ウジョア監督（1997年）
- Novios ホアキン・オリステル監督（1998年）
- ネイムレス/無名恐怖 Los sin nombre ジャウマ・バラゲロ監督（1999年）
- Un dulce dolor a muerte ガブリエル・レテス監督（1999年）
- Visionarios マヌエル・グティエレス・アラゴン監督（2000年）
- Marujas asesinas ハビエル・レボーリョ監督（2001年）
- Lázaro de Tormes フェルナンド・フェルナン・ゴメス監督とホセ・ルイス・ガルシア・サンチェス監督（2001年）
- El rey de la granja グレゴリオ・ムーロ監督とカルロス・サバラ監督（2001年）
- Demasiado amor エルネスト・リモッチ監督（2001年）
- Nos miran ノルベルト・ロペス・アマード監督（2002年）
- Carne de gallina ハビエル・マクア監督（2002年）
- A selva レオネル・ビエイラ監督（2002年）
- El Calentito チュス・グティエレス監督（2004年）
- Locos por el sexo ハビエル・レボーリョ監督（2005年）
- TIME CRIMES タイムクライムス Los cronocrímenes ナチョ・ビガロンド監督（2007年）
- BIUTIFUL ビューティフル Biutiful アレハンドロ・ゴンサレス・イニャリトゥ監督（2010年）
- ザ・ウォーター・ウォー También la lluviaあ イシアル・ボジャイン監督（2010年）
- Miel de naranjas イマノル・ウリベ監督（2012年）
- Invasor ダニエル・カルパルソロ監督（2012年）
- Mortadelo y Filemón contra Jimmy el Cachondo ハビエル・フェセール監督（2014年）
- Ocho Apellidos Vascos エミリオ・マルティネス＝ラサロ監督（2014年）
- A Esmorga イグナシオ・ビラール監督（2014年）

### 出演作品（舞台）
- Etc, Etc... （1988年）
- La Kabra tira al monte（1997年）
- La Kabra y Miss Yoe's（2006年）

### 監督作品（映画）
- Año mariano フェルナンド・ギリェン・クエルボとの共同監督作品（1999年）
- Torapia（2004年）

## 受賞
| 年   | 映画賞/演劇賞                  | 部門       | 作品                                   | 結果       |
| ---- | ------------------------------ | ---------- | -------------------------------------- | ---------- |
| 1997 | フォトグラマス・デ・プラータ賞 | 演劇男優賞 | La Kabra tira al monte（演劇）         | ノミネート |
| 2010 | ゴヤ賞                         | 助演男優賞 | ザ・ウォーター・ウォー（映画）         | 受賞       |
| 2010 | 映画作家協会メダル             | 助演男優賞 | ザ・ウォーター・ウォー（映画）         | 受賞       |
| 2012 | メストレ・マテオ賞             | 助演男優賞 | Invasor（映画）                        | ノミネート |
| 2014 | ゴヤ賞                         | 助演男優賞 | オチョ・アペリードス・バスコス（映画） | 受賞       |
| 2014 | ホセ・マリア・フォルケ賞       | 男優賞     | オチョ・アペリードス・バスコス（映画） | ノミネート |
| 2014 | 映画作家協会メダル             | 助演男優賞 | オチョ・アペリードス・バスコス（映画） | 受賞       |
| 2015 | フェロス賞                     | 助演男優賞 | オチョ・アペリードス・バスコス（映画） | ノミネート |

その他には、以下のような賞を受賞している。
- 1995年:  ファンタスポルト映画祭『La madre muerta』
- 1995年: 第3回バスク映画賞『La madre muerta』
- 1996年:  オーバーニュ国際映画祭『La madre muerta』
- 2001年: バスク俳優協会賞『Año mariano』
- 2002年: ベナルマデナ国際短編映画祭
- 2011年: KREA現代表現グタコ・バット賞
- 2012年: コルト10月祭アルネード市民賞
- 2013年: アビラ市短編映画祭男優賞『Loco con ballesta』[1]
- 2014年: トゥリア賞特別賞『オチョ・アペリードス・バスコス』